# Destí turístic

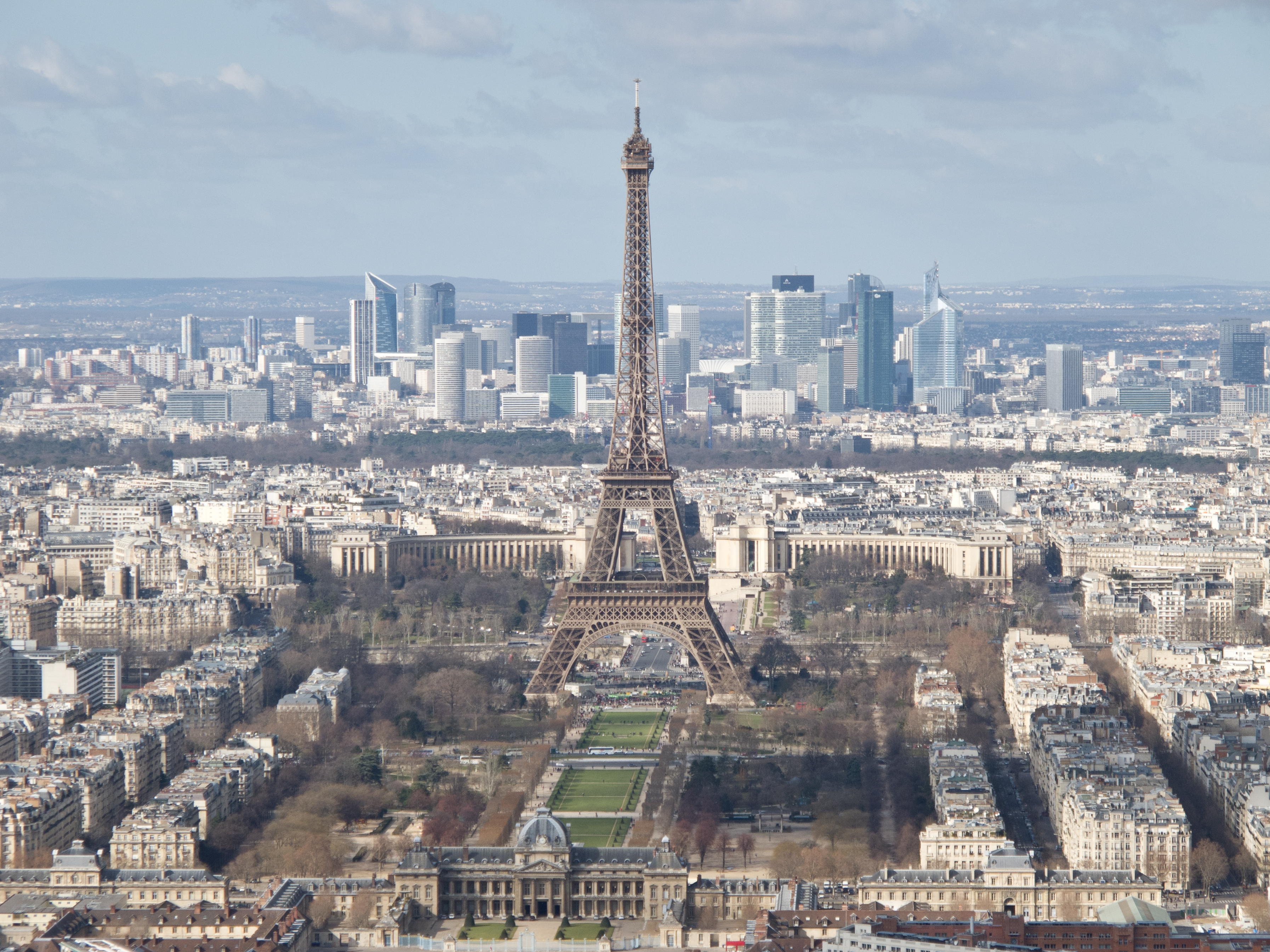
França és el primer destí turístic mundial.

Un destí turístic o destinació turística és una zona o àrea geogràfica situada en un lloc llunyà i que és visitada pel turista, que compta amb límits de naturalesa física, de context polític i de percepció per part del mercat. Des del punt de vista empresarial, tant estratègic com organitzatiu, el perímetre de la destinació ho constitueixen les relacions que s'edifiquen entre el conjunt d'unitats productives que participen en l'activitat turística.
D'altra banda, Balagué i Brualla, consideren el destí turístic com la formalització d'aquells nous espais geofísics d'interès o d'aquells altres que volen plantejar-se una reconsideració de la seva valoració cap a paràmetres turístics possibles per a la potenciació de les seves estructures actuals. Amb el pas del temps, la majoria dels autors han adoptat una definició diferent que parteix d'una orientació espacial, però se centren en una orientació concreta cap al consumidor o turista.

## Estadístiques Internacionals
El baròmetre de l'Organització Mundial del Turisme publica anualment les principals xifres i analitza l'evolució del sector. Les darreres dades són de l'any 2018

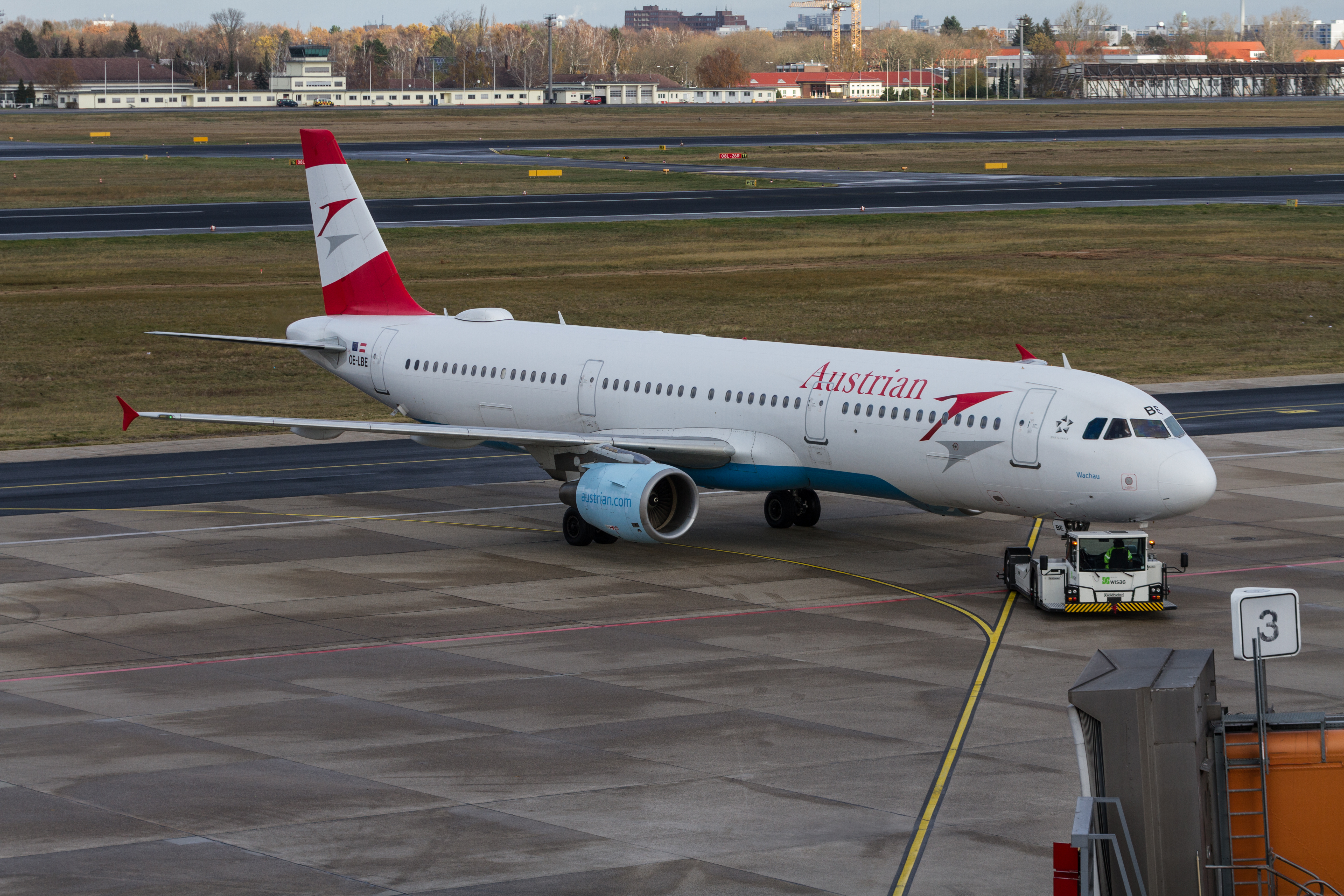
L'avió, és el mitjà de transport preferit pels turistes.

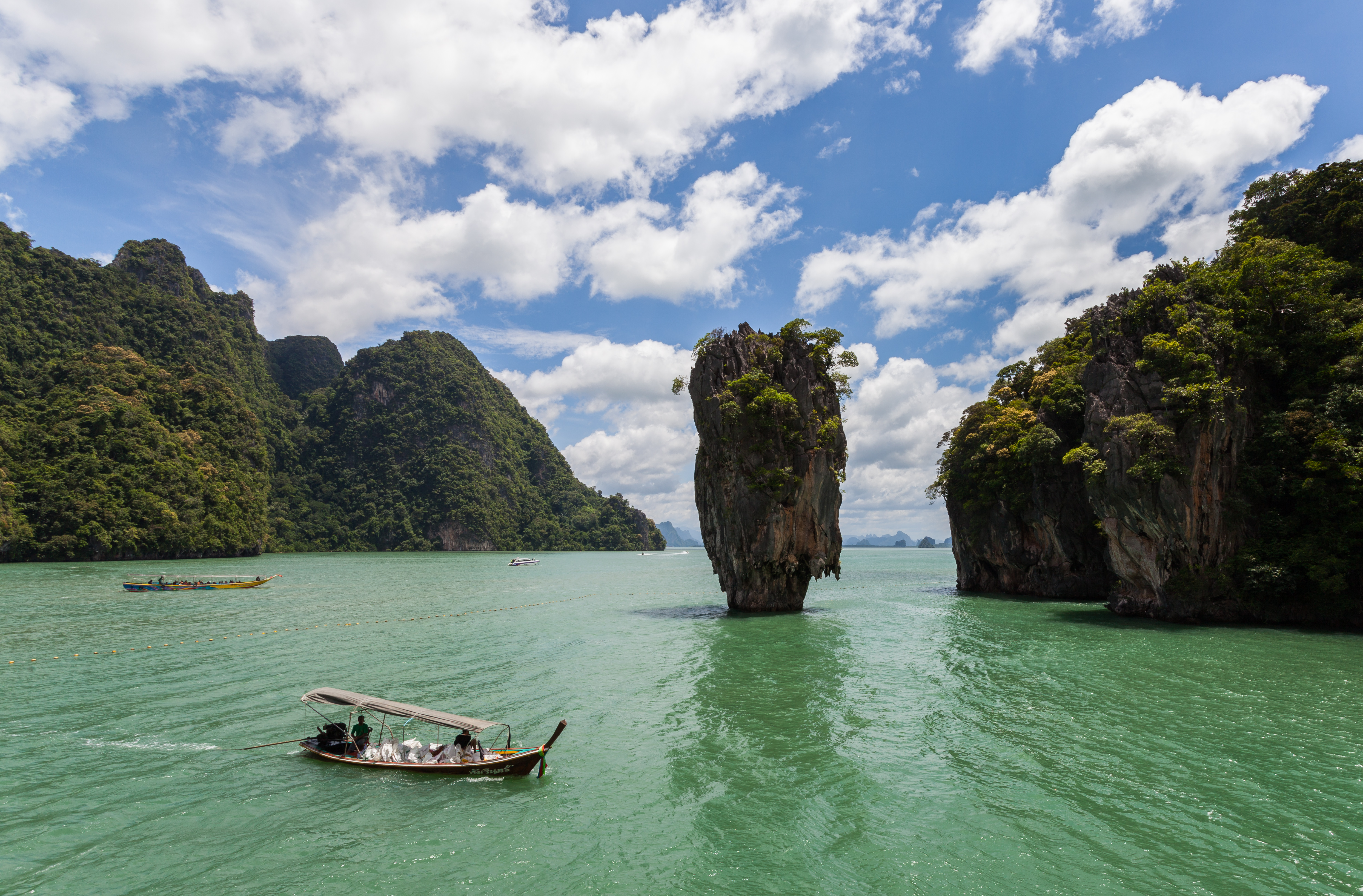
Tailàndia és un destí turístic emergent.

| Regió/Continent   | Nombre de Turistes             | Ingressos en USD ($)      |
| ----------------- | ------------------------------ | ------------------------- |
| Europa            | 710 milions de turistes anuals | 570.000 milions de dòlars |
| Àsia i el Pacífic | 348 milions de turistes anuals | 435.000 milions de dòlars |
| Àfrica            | 67 milions de turistes anuals  | 38.000 milions de dòlars  |
| Orient Mitjà      | 60 milions de turistes anuals  | 73.000 milions de dòlars  |
| Amèrica           | 216 milions de turistes anuals | 334.000 milions de dòlars |

| Mitjà de transport | Percentatge |
| ------------------ | ----------- |
| Aire               | 58%         |
| Carretera          | 37%         |
| Mar                | 4%          |
| Tren i Ferrocarril | 2%          |

| Estat                        | Nombre de Turistes |
| ---------------------------- | ------------------ |
| França                       | 89.000.000         |
| Espanya                      | 83.000.000         |
| Estats Units d'Amèrica       | 80.000.000         |
| República Popular de la Xina | 63.000.000         |
| Itàlia                       | 60.000.000         |
| Turquia                      | 46.000.000         |
| Estats Units Mexicans        | 41.000.000         |
| Alemanya                     | 39.000.000         |
| Tailàndia                    | 38.000.000         |
| Regne Unit                   | 36.000.000         |

## Comparació de diferents destins turístics
En turisme, es realitza mitjançant l'anàlisi dels següents conceptes:

### Avantatge comparatiu
Fa referència als factors dels quals està dotat la destinació turística, incloent-hi tant els factors que succeeixen de manera natural com aquells altres que han estat creats per a una millora d'atracció.

### Avantatge competitiu
Fa referència a la capacitat d'una destinació turística per utilitzar els seus recursos de forma eficient a mitjà i llarg termini.

## Estratègies competitives de les organitzacions turístiques
En un destí turístic, és possible desenvolupar diferents estratègies. Es classifiquen en funció del nombre d'activitats que ofereixen els gestors de destins turístics (generalistes o especialistes) i de com enfoquen l'avantatge competitiu (innovació i eficiència). La combinació d'ambdues dona origen a quatre estratègies viables: prospector, analitzador, defensor i emprenedor. L'èxit d'una estratègia es mesura a través de l'acompliment i ha de fer front al dinamisme de l'entorn. En els anys 2004, 2005, 2006, 2007 i 2008, la UE va engegar el programa de municipis de Dinamització Turística (amb el municipi pilot d'Isla Cristina, a Andalusia) per a entorns poc aprofitats en l'àmbit turístic.

### Dinamisme
És una caracterització de l'entorn, fa referència a la turbulència i inestabilitat del destí turístic. Agrupa als esdeveniments clau. Són difícils de preveure i més costosos d'afrontar. Es pot avaluar mitjançant la variabilitat del nombre d'arribades o bé mitjançant la dispersió en el temps de l'ocupació hotelera.

### Acompliment turístic
És la demanda turística, és una mesura de l'èxit o efectivitat d'una estratègia implantada en una destinació turística. Es mesura generalment pel nombre d'arribades, a una destinació turística, encara que poden usar-se altres com el grau d'ocupació. S'interpreta com la competitivitat realitzada de forma efectiva en un destí turístic.
Un destí turístic és qualsevol lloc, zona o àrea geogràfica que és visitada pel turista, sempre que tinguin condicions per a poder ser col·locat a la venda dels clients.

## Cicle de vida d'un destí turístic
L'any 1973, Plog va relacionar l'auge i el declivi de les destinacions amb les característiques dels turistes, suggerint que es relacionen amb diferents segments del mercat en les seves diferents fases de desenvolupament. Aquestes idees van ser represes per Butler, qui va distingir sis etapes caracteritzades pels atributs del turista juntament amb el tipus i escala del desenvolupament:
- Etapa d'Exploració
- Etapa d'Implicació
- Etapa de Desenvolupament
- Consolidació
- Etapa d'Estancament
- Declivi

## Destins turístics populars als Països Catalans

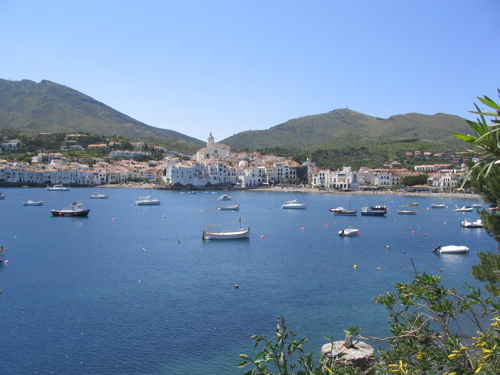
La Costa Brava és un destí turístic molt popular entre visitants russos i francesos.

### Costa Brava

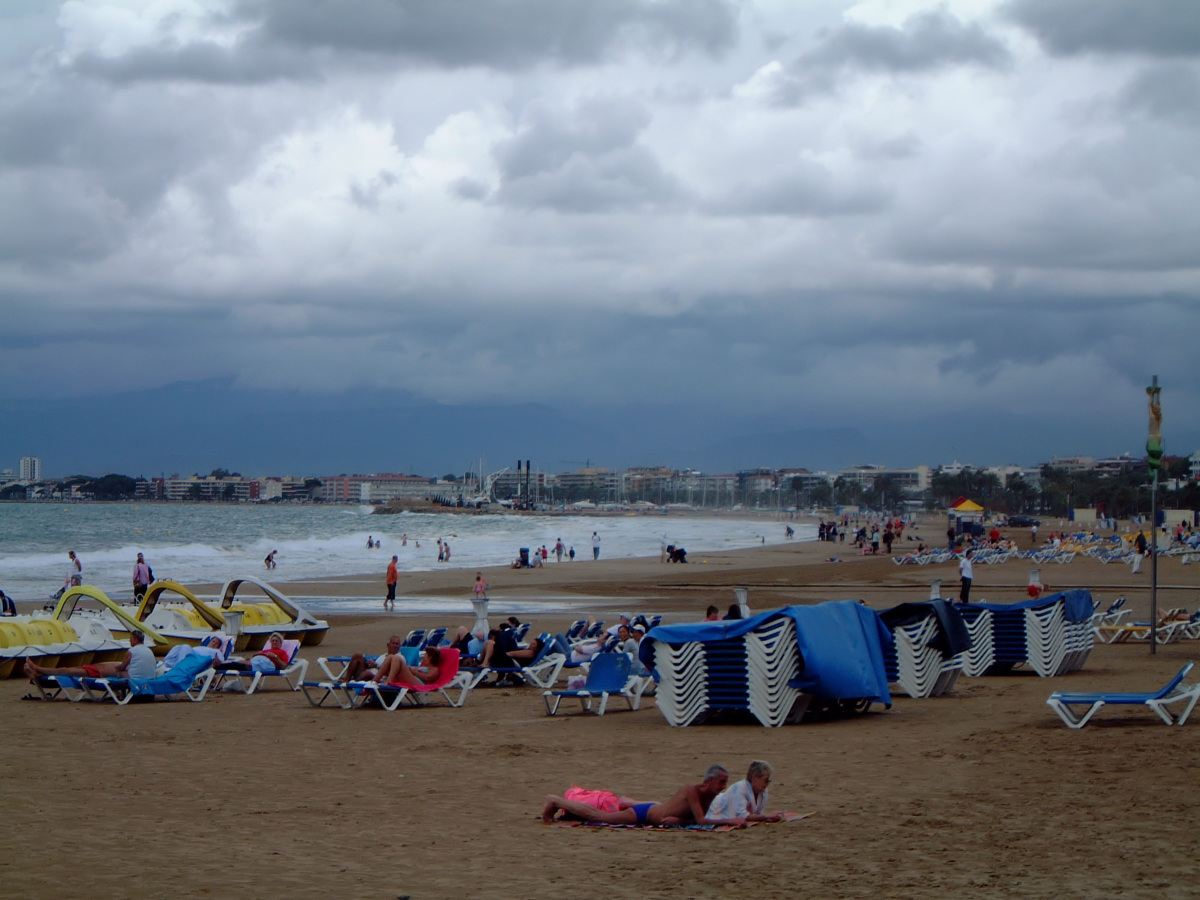
Salou ha esdevingut un punt d'atracció entre el públic aragonès.

- Lloret de Mar
- Blanes
- Tossa de Mar
- Cadaqués
- Roses
- Empuriabrava
- L'Escala

### Costa Daurada

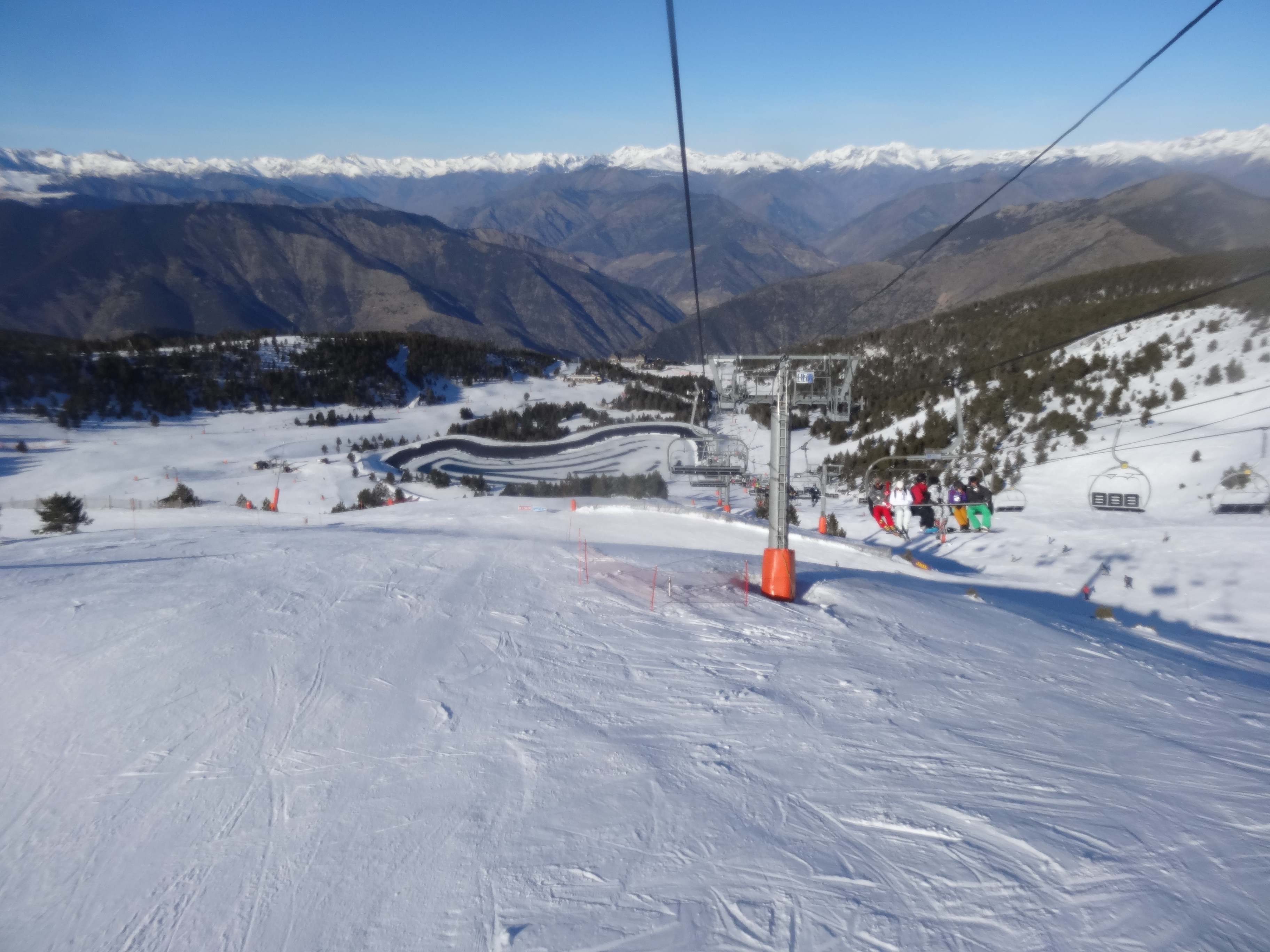
Els esports de muntanya, principalment l'esquí, fan del Pirineu català un destí de referència.

- Salou
- Cambrils
- Vila-seca
- Miami Platja
- Mont-roig del Camp
- Vandellòs i l'Hospitalet de l'Infant

### Alt Pirineu i Aran

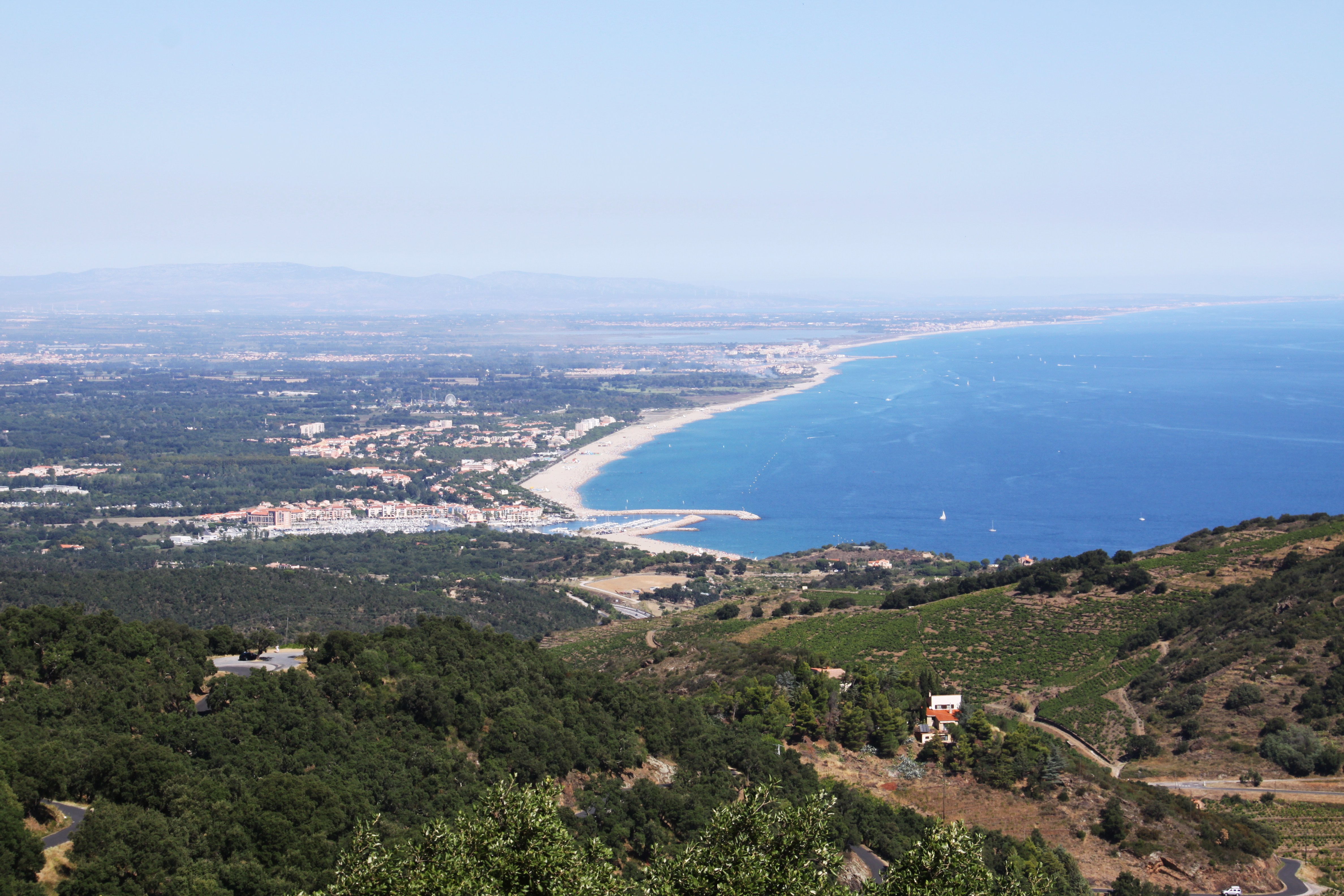
Argelers atrau un turisme a baix cost, ja que té molts càmpings dins del seu terme municipal.

- Era Val d'Aran
- El Pallars
- Espot
- Port Ainé
- La Vall de Boí
- Serra del Cadí
- Parc Natural del Cadí-Moixeró
- Baqueira-Beret
- La Cerdanya
- Font-romeu
- El Capcir
- La Molina
- Masella
- Vall de Núria

### Costa Vermella o Marenda del Rosselló
- Argelers de la Marenda
- Cervera de la Marenda
- Banyuls de la Marenda
- Portvendres
- Cotlliure

### Plana del Rosselló i la Salanca

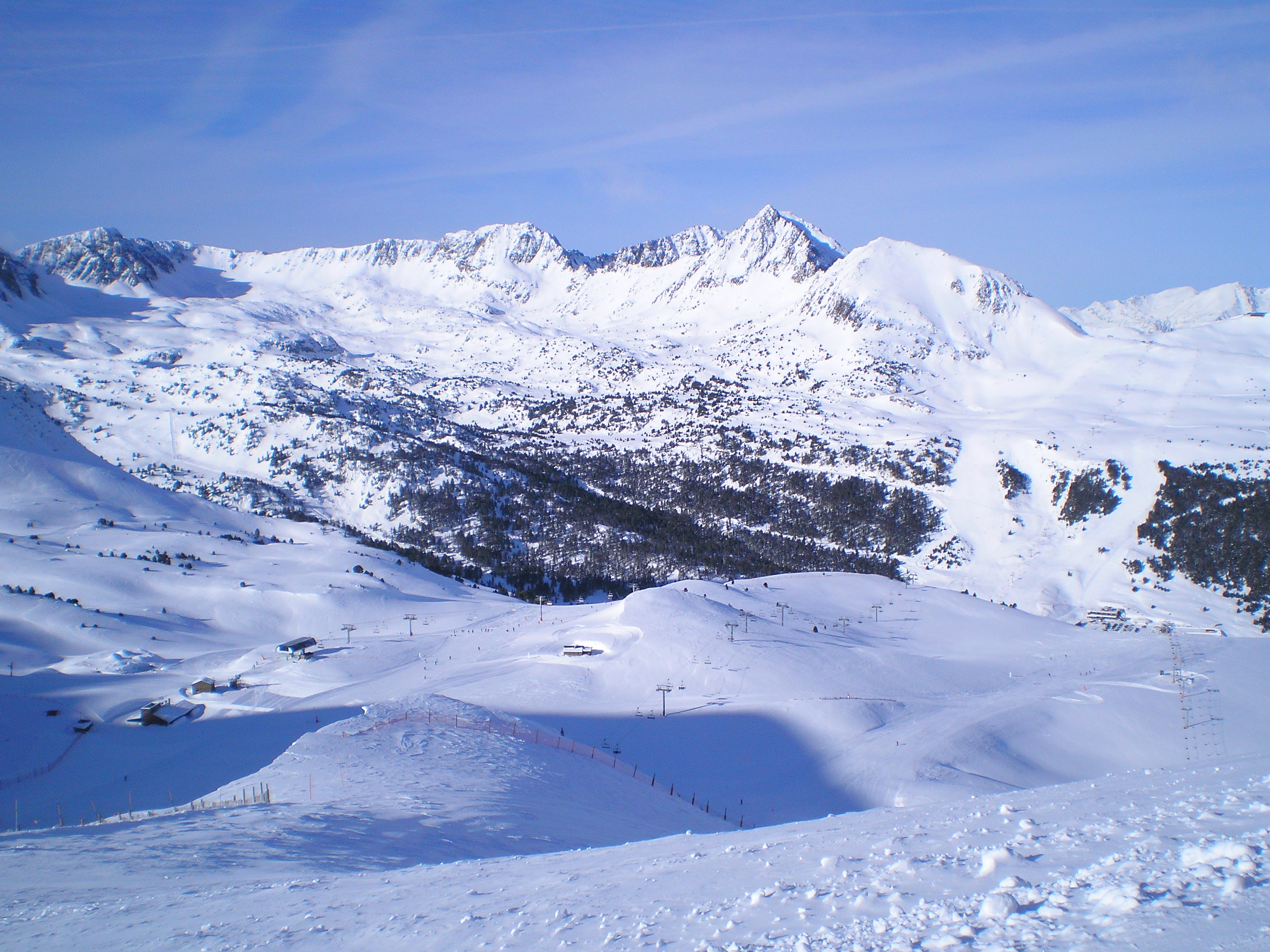
La pràctica de l'esquí i els productes a baix preu atrauen turisme internacional.

- Canet de Rosselló
- Sant Cebrià de Rosselló
- Perpinyà
- Elna
- El Barcarès
- Torrelles de la Salanca

### Andorra

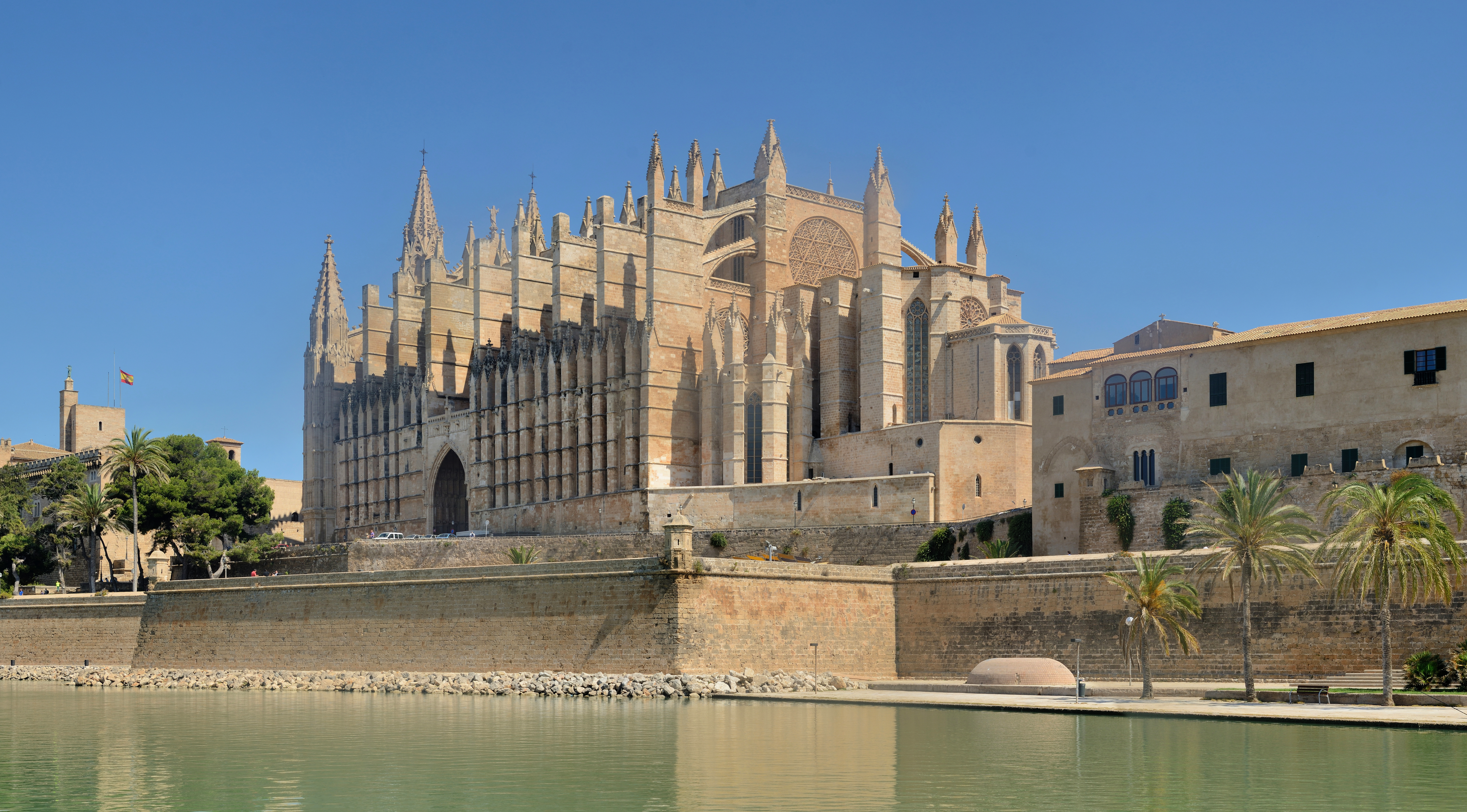
Les cales, platges i l'oci nocturn atrauen turisme a les Illes Balears

- Andorra la Vella
- Naturlàndia
- Escaldes-Engordany
- Vallnord
- Grandvalira
- El Pas de la Casa

### Illes Balears i l'Alguer

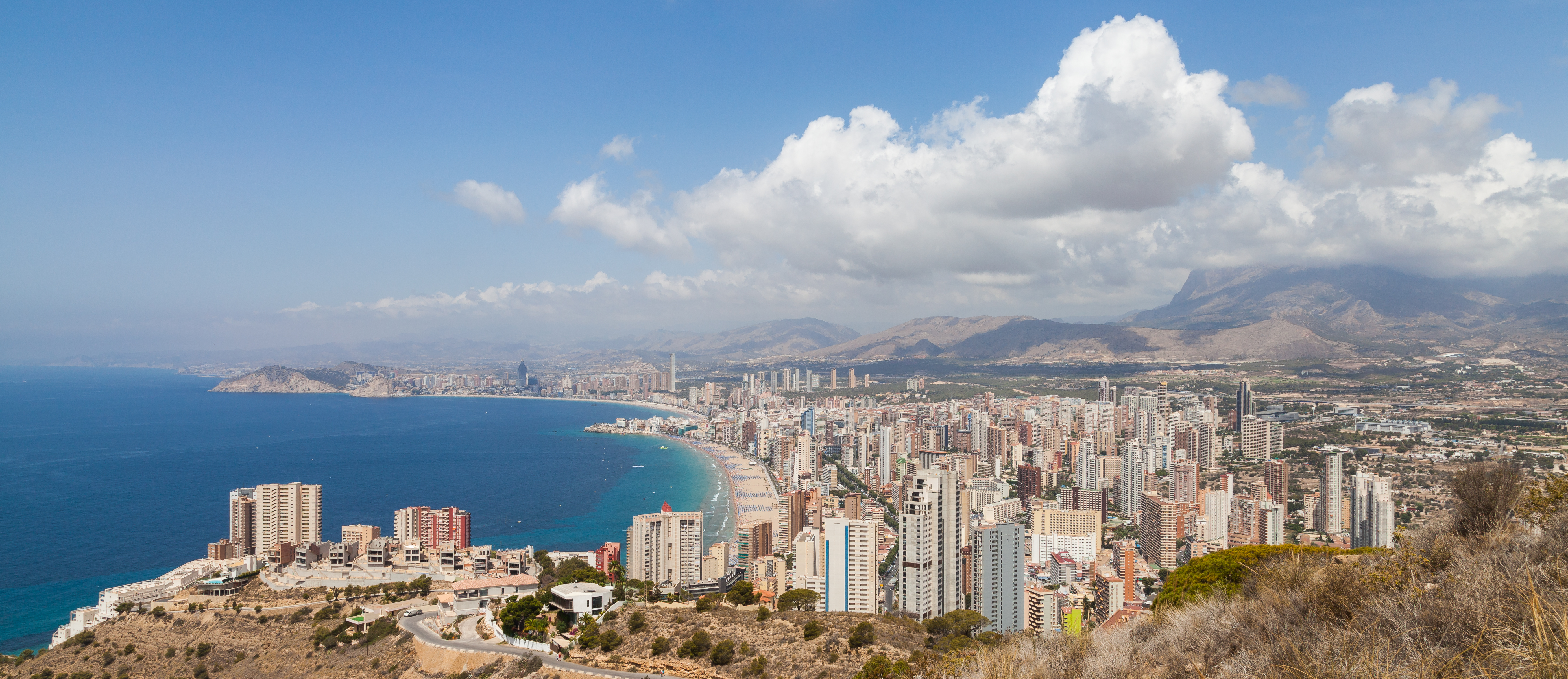
Benidorm ha esdevingut la segona ciutat amb més gratacels per habitant.

- L'Alguer
- Palma
- Menorca
- Illa d'Eivissa
- Discoteques d'Eivissa
- Cales de Mallorca
- Inca
- Magaluf

### La Marina
- Dénia
- Calp
- Terra Mítica
- La Vila Joiosa
- Xàbia
- Benidorm[11]